# شهرستان ولینگتون، انتاریو
شهرستان ولینگتون (به انگلیسی: Wellington County) یک شهرستان و شهردرای upper-tier در کانادا است که در انتاریو واقع شده‌است.

## خصوصیات
شهرستان ولینگتون ۸۶٬۶۷۲ نفر جمعیت دارد.

## نگارخانه

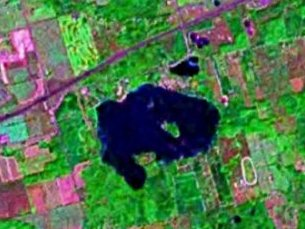
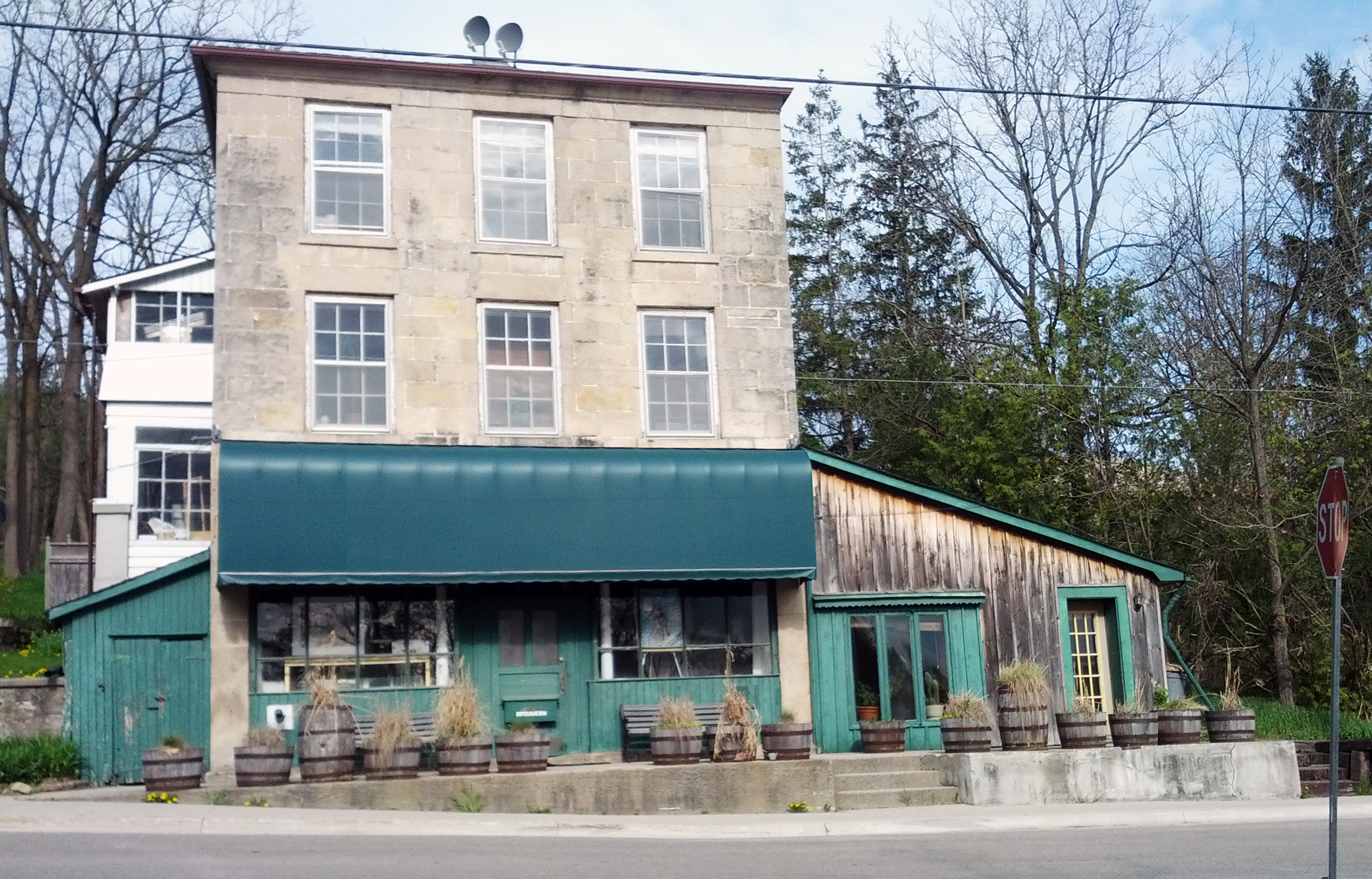
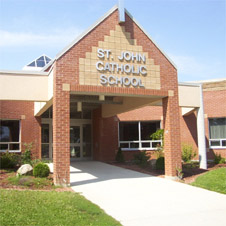